# Font dels Lledoners
La Font dels Lledoners és una obra de la Selva de Mar (Alt Empordà) inclosa a l'Inventari del Patrimoni Arquitectònic de Catalunya. Situada al sud del nucli urbà de la Selva de Mar, a tocar el curs de la riera de la Selva, a la riba esquerra, molt propera al safareig municipal.

## Descripció
Font pública situada dins del curs de la riera de la Selva, amb un petit parc situat a la part superior de la riba esquerra. El tram de rieral on es troba la font fou empedrat amb grossos còdols de riu. La font està integrada per un gran mur arrebossat i encalcinat, que conté el desnivell del terreny, als peus del qual es projecta el dipòsit cisterna, ornamentat amb un senzill motllurat que dibuixa un frontó. A continuació hi ha un llarg abeurador d'obra, en el qual raja l'aigua a través de diferents forats o sobreeixidors. Una escala adossada serveix per pujar a l'àmplia terrassa superior, organitzada a dos nivells per bancs, baranes i murs.

## Història
La Font dels Lledoners és famosa perquè forma part, juntament amb altres aspectes del poble i de la rodalia de la Selva de Mar, del paisatge poètic de Tomàs Garcés, escriptor arrelat a aquesta població des de la seva joventut. S'anomena la Font dels Lledoners pels arbres d'aquesta espècie que abans hi havia. Els tres de sobre la font eren centenaris, potser mil·lenaris, i tenien una soca tan gruixuda que no podien abraçar-la tres homes junts. No pogueren, però, resistir la persistent tramuntanada que assotà el país el desembre de l'any 1931. La llenya posada a subhasta valgué cent vint-i-cinc pessetes. Encara queda un lledoner enfront de la font, però no tan vell ni de la talla dels desapareguts.
Avui ocupen el lloc dels vells lledoners tres plàtans corpulents que tenen una alçària de més de vint metres. Tenen més de quaranta anys. Referent a l'aigua, nascuda de dues deus inesgotables, és molt fresca a l'estiu i tèbia a l'hivern. Un adagi popular diu:
De la Font dels Lledoners
el record no es fon mai més!